# Monoglycerid
Monoglycerid er en type glycerid, som består af et glycerolmolekyle, hvortil der er bundet en fedtsyre med en esterbinding.
| Kemi | Spire Denne artikel om kemi er en spire som bør udbygges. Du er velkommen til at hjælpe Wikipedia ved at udvide den. |